# 1903年のスポーツ

## アイスホッケー
- スタンレー・カップ

2月：優勝：モントリオールAAA (CAHL)、準優勝：ウィニペグ・ヴィクトリアズ (MHL)
3月：優勝：オタワ・シルバーセブン (CAHL)、準優勝：モントリオール・ヴィクトリアズ (CAHL)
3月：優勝：オタワ・シルバーセブン (CAHL)、準優勝：ラットポーテージ・シスルズ

## 大相撲
- 常陸山谷右エ門、2代梅ヶ谷藤太郎に横綱免許

## ゴルフ

### 世界4大大会（男子）
- 全米オープン優勝者：ウィリー・アンダーソン（アメリカ）
- 全英オープン優勝者：ハリー・バードン（イギリス）

## 自転車競技

### ロードレース
- 第1回ツール・ド・フランス
総合優勝：モーリス・ガラン（フランス）

## テニス

### グランドスラム
- 全仏選手権　男子単優勝：マックス・デキュジス（フランス）、女子単優勝：フランソワーズ・マッソン（フランス）
- ウィンブルドン　男子単優勝：ローレンス・ドハティー（イギリス）、女子単優勝：ドロテア・ダグラス（イギリス）
- 全米選手権　男子単優勝：ローレンス・ドハティー（イギリス）、女子単優勝：エリザベス・ムーア（アメリカ）

## 野球

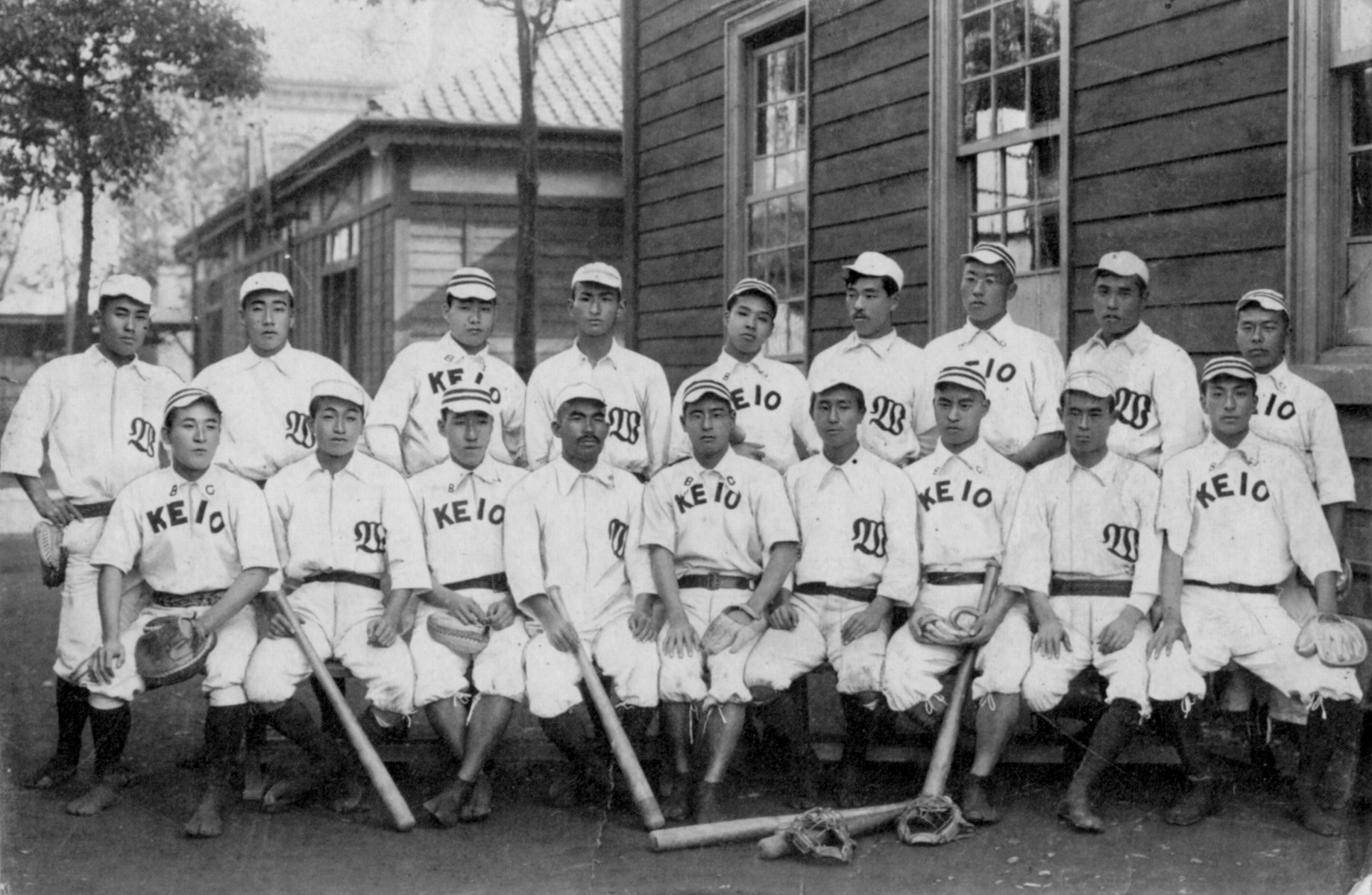
第1回早慶戦の両校選手
（11月21日）

### アメリカ大リーグ
- ワールドシリーズ
ボストン・ピルグリムス（ア・リーグ） （5勝3敗） ピッツバーグ・パイレーツ（ナ・リーグ）

### 日本学生野球
- 第1回早慶戦開始（三田綱町球場）。

## 競馬

### イギリス
英クラシック
- 2000ギニー優勝馬：ロックサンド
- 1000ギニー優勝馬：クインテセンス
- エプソムダービー優勝馬：ロックサンド
- オークス優勝馬：アワーラッシー
- セントレジャーステークス優勝馬：ロックサンド（イギリスクラシック三冠達成）

その他主要レース
- ジョッキークラブステークス優勝馬：セプター
- アスコットゴールドカップ優勝馬：マキシマム
- グッドウッドカップ優勝馬：ラブレー
- ドンカスターカップ優勝馬：ウェイヴレッツプライド
- エクリプスステークス優勝馬：アードパトリック
- プリンスオブウェールズステークス優勝馬：ミード
- チャンピオンステークス:優勝馬：セプター
- ケンブリッジシャーステークス優勝馬：ハックラーズプライド
- グランドナショナル優勝馬：ドラムクリー

リーディングサイアー
- チャンピオンサイアー - セントフラスキン
- チャンピオンブルードメアサイアー - セントサイモン

## 誕生
- 1月28日 - 西堀栄三郎（京都府、登山家、+1989年）
- 2月10日 - マティアス・シンデラー（オーストリア、サッカー、+1939年）
- 3月20日 - ビンセント・リチャーズ（アメリカ、テニス、+1959年）
- 4月6日 - ミッキー・カクレーン（アメリカ、野球、+1962年）
- 4月16日 - ジェニソン・ヒートン（アメリカ、ボブスレー・スケルトン、+1971年）
- 4月16日 - ポール・ウェイナー（アメリカ、野球、+1965年）
- 4月22日 - ダフネ・アクハースト（オーストラリア、テニス、+1933年）
- 6月13日 - レッド・グレーンジ（アメリカ、アメリカンフットボール、+1991年）
- 6月19日 - ルー・ゲーリッグ（アメリカ、野球、+1941年）
- 6月20日 - グレンナ・コレット・バレ（アメリカ、ゴルフ、+1989年）
- 6月22日 - カール・ハッベル（アメリカ、野球、+1988年）
- 6月26日 - ベーブ・ハーマン（アメリカ、野球、+1987年）
- 9月17日 - 男女ノ川登三（茨城県、相撲、+1971年）
- 10月1日 - 鶴田義行（鹿児島県、水泳、+1986年）
- 10月18日 - リナ・ラトケ（ドイツ、陸上競技、+1983年）
- 10月20日 - 芥田武夫（兵庫県、野球、+1987年）
- 11月1日 - 天龍三郎（静岡県、相撲、+1903年）
- 11月23日 - コルネリア・ボウマン（オランダ、テニス、+1998年）
- 11月25日 - ウィリアム・デハート＝ハバード（アメリカ、陸上競技、+1976年）
- 12月15日 - 玉錦三右衛門（高知県、相撲、+1938年）
- 12月20日 - 天知俊一（兵庫県、野球、+1976年）

## 死去
- 2月13日 - 高橋泥舟（東京都、剣術家、*1835年）
- 7月2日 - エド・デラハンティ（アメリカ、野球、*1867年）
- 10月21日 - 陣幕久五郎（島根県、相撲、*1829年）